# Tandy
Tandy — американская компания, основанная как семейный кожгалантерейный магазин в Форт-Уэрте в 1919 году. В 1963 году приобрела сеть магазинов RadioShack; в мае 2000 года отказалась от использования бренда Tandy и была преобразована в корпорацию RadioShack.

## История
История компании начинается в 1919 году, когда два друга — Нортон Хинкли (Norton Hinckley) и Дэйв Тэнди (Dave L. Tandy) — решили организовать совместную компанию Hinckley-Tandy Leather Company, которая бы занималась поставками кожаных выкроек в мастерские по ремонту обуви в районе города Форт-Уэрт. Во время Второй мировой войны, когда нормирование поставок обуви практически уничтожило бизнес, Чарльз Тэнди (Charles D. Tandy), сын Дэйва Тэнди, расширил сферу деятельности компании на кожевенное производство в целом, позднее расширив ассортимент компании на поставки кожи и приспособлений для изготовления таких изделий как, например, кошельки. После окончания борьбы за компанию имя Хинкли было исключено из названия. После этого Тэнди осуществил ещё одно изменение стратегии, купив в 1963 году находящуюся в бедственном положении компанию RadioShack. В 1968 он приобрел Bona Allen Company, крупнейшую в США компанию, специализирующуюся на дублении кожи. Позднее компания продала все свои активы, не связанные с электроникой. Однако, кожевенное производство сохранилось, получив новое название Tandy Leather Factory в 2000 году после объединения с The Leather Factory.

## Компьютеры

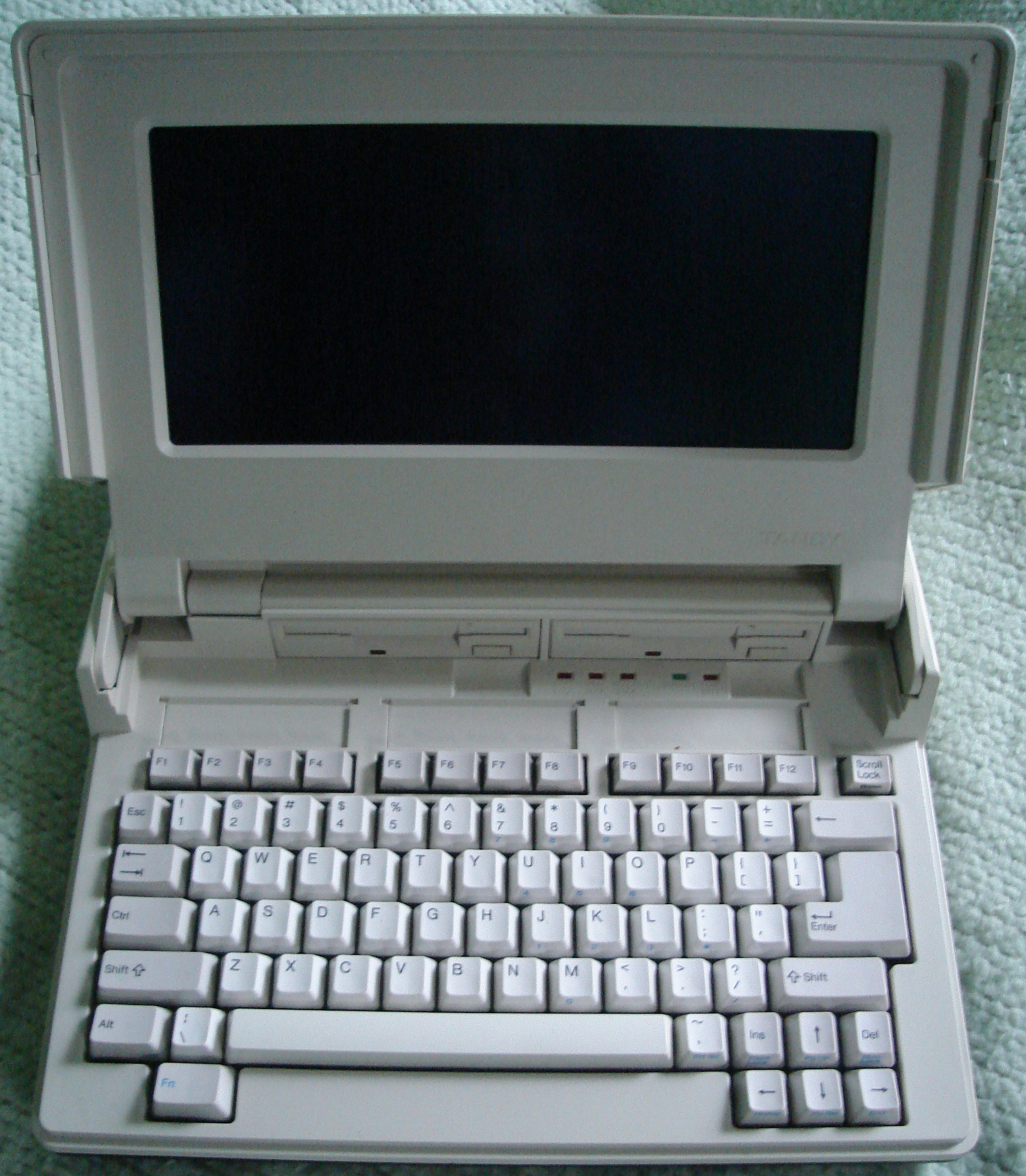
Ноутбук Tandy 1400LT

Tandy — одна из тех компаний (наряду с Commodore, Atari и Apple), которые начали «революцию персональных компьютеров» в США, выпустив такие линейки домашних компьютеров, как TRS-80 (1977) и TRS-80 Color Computer (1980), известный также под прозвищем «CoCo». Позже Tandy переключилась на архитектуру IBM PC. Компьютеры Tandy 1000 и Tandy 2000, совместимые с IBM PC, отличались более низкой ценой и превосходящими параметрами в части качества звука и графики. Эти машины были способным отображать 16-цветную графику и выводить звук посредством двух динамических каналов с волной синусоидальной/квадратной/пилообразной формы, не динамического канала, а также канала с белым/розовым/коричневым шумом. Подобные технологии стали доступны у других производителей только с распространением видеокарт стандарта VGA и звуковых карт типа Sound Blaster в начале 1990-х годов, что быстро сделало конкурентные преимущества компьютеров Tandy неактуальными.
В марте 1988 года Tandy приобрела корпорацию Grid Systems — производителя ноутбуков, среди продуктов — Grid Compass (1982), GridCase (1985), GridLite (1987) и планшетный компьютер GRiDPad (1990).
Также Tandy недолго производила ноутбуки моделей Tandy 1100FD и Tandy 1100HD. 1100-я серия ноутбуков, запущенная в 1989 году, основывалась на популярном процессоре NEC V20, работающем на частоте 8 МГц. Для поддержки своих компьютеров Tandy выпускала программное обеспечение для DOS, например, Tandy DeskMate. В том же году Tandy представила твердотельный ноутбук WP-2, позднее выпускавшийся под маркой Citizen CBM-10WP. Наконец, в начале 1990-х годов Tandy Corporation продала весь свой бизнес по производству компьютеров компании AST Research, после чего все серии компьютеров Tandy были сняты с производства. После этого магазины RadioShack переключились на продажу компьютеров от других производителей, например Compaq. В 1992 году Tandy представила Tandy Zoomer, разработанный Джеффом Хокинсом, который был своего рода предшественником популярных КПК серии Palm Pilot. В том же году Tandy представила интерактивный мультимедийный проигрыватель CD-ROM, названный Tandy Video Information System. Подобно другим компьютерным продуктам Tandy, это устройство было основано на архитектуре IBM PC и работало под управлением специальной версии Windows. Tandy производила в том числе и дискеты, а производство IBM PC-совместимых ПК не прекращалось вплоть до окончания эпохи Intel 80486.

## Магазины Tandy
В 1973 году началось расширение Tandy на внешние рынки. Торговые сети по стандарту RadioShack были открыты в Европе и Австралии, при этом для них использовался бренд Tandy. Первый из этих магазинов был открыт 9 августа 1973 года в бельгийском Артселаре. Изначально эти магазины были в непосредственной собственности. В 1986 году Tandy создает формально независимую компанию InterTAN, хотя связи между двумя компаниями хорошо прослеживаются. Например, практиковалось совмещение каталогов, в результате чего под одним каталожным номером у обеих компаний проходил одинаковый товар.
В Великобритании в магазинах Tandy продавались в основном товары, произведенные внутри корпорации под брендом Realistic, причем эти магазины выделялись среди конкурентов, так как в них сохранялось использование вручную выписанных чеков и денежных ящиков вместо автоматизированных касс вплоть до середины 1990-х годов. Однако, в компании был недостаток персонала, который вносил бы имена и адреса всех покупателей, оплативших заказ, в список почтовой рассылки компании, что часто вызывало недовольство. Популярной особенностью сети Tandy был так называемый «клуб бесплатных батареек», в котором покупатели могли бесплатно получить определённое число батареек в год. В начале 1990-х годов сеть Tandy ввела схему кредитных карт «Tandy Card», а также систему расширенной гарантии «Tandy Care», которые усиленно продвигались персоналом.
В 1999 году британская часть сети Tandy была выкуплена The Carphone Warehouse в рамках программы развития, по которой предполагалось реорганизовать основную часть магазинов Tandy под брендами Carphone Warehouse или Tecno photographic. В 2001 году все бывшие магазины Tandy были реорганизованы или закрыты. Несколько магазинов были перепроданы компании Т2, основанной бывшим сотрудником Tandy Дэйвом Джонсоном (Dave Johnson). Эта компания некоторое время продолжала работать в стиле RadioShack, однако и эти магазины впоследствии закрылись. Т2 продолжает работу в виде онлайн-магазина, предлагающего широкий выбор из продуктов RadioShack и иной электроники.
В 2001 году австралийская сеть была продана компании Dick Smith Electronics, подразделению Woolworths Limited. Большая часть магазинов Tandy была закрыта или реорганизована под брендом Dick Smith. По состоянию на июнь 2011 года под брендом Tandy оставались всего четыре магазина.
InterTAN — канадское подразделение Tandy — также было продано конкурирующей компании Circuit City. В Канаде магазины Tandy работали под брендом RadioShack, однако, поскольку права на наименование не были переданы Circuit City, магазины были переименованы в «The Source by Circuit City», а позднее — просто в «The Source». Некоторые магазины были закрыты.
В 2012 году британская компания Tandy Corporation Ltd выкупила права на бренд Tandy у RadioShack.

## Другие розничные магазины

### Color Tile
В 1975 году Tandy выделила Color Tile, сеть магазинов плитки и напольных покрытий, вместе с другими направлениями, не являющимися электроникой, в компанию TandyCrafts.

### McDuff Electronics, VideoConcepts
Две сети, McDuff Electronics и VideoConcepts, Tandy приобрела в 1985 году. Большая часть из этих магазинов была закрыта в рамках плана реструктуризации 1994 года, 33 были реорганизованы под брендами RadioShack и Computer City Express. Оставшиеся магазины McDuff Electronics были закрыты в 1996 году.

### The Edge in Electronics
В настоящее время закрытая компания The Edge in Electronics была сетью магазинов, расположенных в бутиках, нацеленная на покупателей, ищущих модные марки персональных и переносных электронных устройств. Сеть была запущена в 1990 году и к декабрю 1993 обладала 16 магазинами. Последний из них был закрыт в Сан-Антонио (Техас) в 2001 году.

### Incredible Universe
Концепция «Incredible Universe» была попыткой Tandy конкурировать с такими электронными гигантами как Best Buy и Circuit City. Первые магазины под этим брендом были открыты в Арлингтоне (Техас) и Уилсонвилле (Орегон) в 1992 году. Каждый из магазинов Incredible Universe предлагал более 85 тысяч каталожных позиций, а персонал не взимал комиссий. Доходы бренда были ниже средних доходов RadioShack, основного бренда Tandy, и в конце 1996 года было принято решение продать или закрыть все 17 магазинов Incredible Universe. Многие из них были выкуплены Fry’s Electronics.

### Computer City
Computer City — проект суперцентра, предлагавшего компьютеры, программное обеспечение и сопутствующие продукты известных фирм. К концу 1993 года у Tandy было более 40 подобных магазинов, в том числе в Европе. Позднее эти магазины были проданы CompUSA.

### O’Sullivan Industries
Tandy приобрела сеть O’Sullivan Industries у Conroy в 1983 году. В 1994 году Tandy реорганизовала O’Sullivan Industries в качестве публичной компании. В 1999 году O’Sullivan Industries была выкуплена примерно за US$ 350 млн инвестиционной группой OSI Acquisition, аффилированной с Brockman, Rosser, Sherrill & Co., L.P. (BRS).

### Coppercraft Guild
В 1973 году Tandy организовала дочернюю компанию Coppercraft Guild, производившую медные сувениры и украшения, а также домашнюю утварь, и реализовывавшую их посредством сетевого маркетинга. Наиболее примечательными из них были так называемые «кружки Франклина», изготавливаемые на основе дизайна Бенджамина Франклина и продаваемые наборами по шесть штук. Это была привлекательная продукция, обладавшая хорошим дизайном, однако производство было прекращено приблизительно через пять лет. Продукты Coppercraft Guild до сих пор пользуются спросом на eBay.